# Leptaulopus erythrozonatus
Espèce
Statut de conservation UICN

 DD 12 octobre 2018 : Données insuffisantes
Leptaulopus erythrozonatus est une espèce de poissons téléostéens de la famille des Aulopidae.

## Systématique
L'espèce Leptaulopus erythrozonatus a été décrite pour la première fois en 2013 par les ichtyologues Martin Fellows Gomon (d), Carl D. Struthers (d) et Andrew L. Stewart (d).

## Description
Leptaulopus erythrozonatus possède un corps allongé dont la longueur, queue non comprise, varie entre 186 et 274 mm, et dont l'holotype mesure 271 mm.
Comme tous les membres des Aulopidae, l'espèce possède une nageoire dorsale couvrant une grande partie de son dos.
Leptaulopus erythrozonatus possède un dos coloré de brun plus ou moins foncé et un ventre clair, pratiquement blanc.
Leptaulopus erythrozonatus possède une bouche fermée au repos et ne possède pas de mâchoire prohéminente.
Sa mâchoire est garnie de petites dents réparties en plusieurs rangées plus ou moins bien définies.
Cette espèce se distingue visuellement de Leptaulopus damasi par la taille relativement plus importante de son museau et plus faible de ses yeux, ainsi que par un nombre de vertèbres supérieur (45 contre 37 pour Leptaulopus damasi)

## Répartition
Cette espèce se croise exclusivement dans la mer de Tasman et dans la Baie de l'Abondance, à des profondeurs variant généralement de 130 à 280 m.

## Étymologie
Son épithète spécifique, erythrozonatus, du grec « erythros », rouge, et « zṓnē » ceinture, fait référence aux bandes rouges qui ceinturent ses nageoires caudale et dorsale.

## Publication originale
- (en) Martin F. Gomon, Carl D. Struthers et Andrew L. Stewart, « A New Genus and Two New Species of the Family Aulopidae (Aulopiformes), Commonly Referred to as Aulopus, Flagfins, Sergeant Bakers or Threadsails, in Australasian Waters », Species Diversity, vol. 18, no 2,‎ 2013, p. 141-161 (ISSN 1342-1670 et 2189-7301, DOI 10.12782/SD.18.2.141, lire en ligne).